# Bērze (rivière)
Pour la localité, voir Bērze.
La Bērze aussi appelée la Bērzupe est une rivière de Lettonie située dans la région de Zemgale. L'affluent gauche de la Svēte, la rivière fait partie du système hydrologique de la Lielupe.

## Description

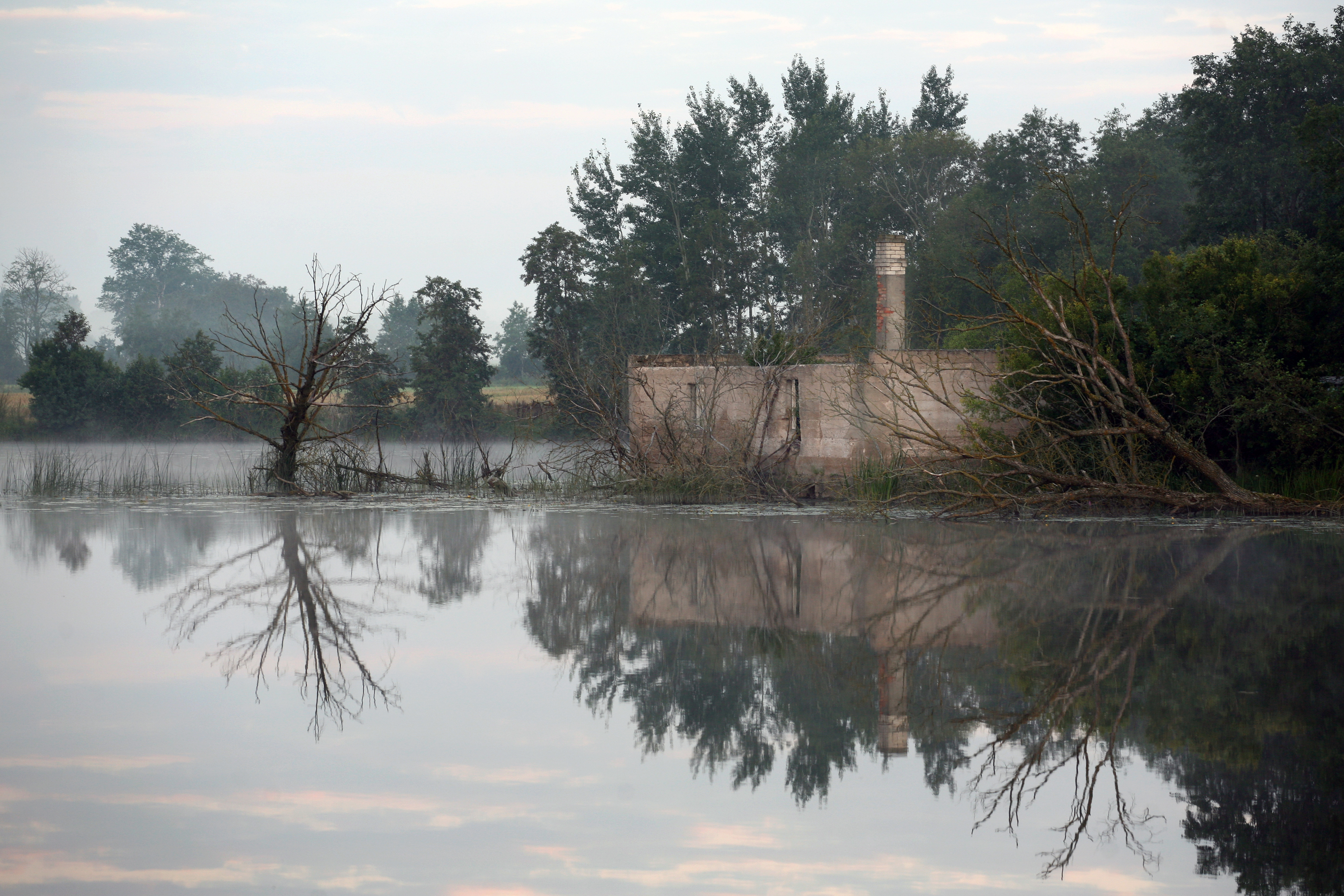
Bassin d'Annenieki.

Sa longueur est de 107 km et son bassin s'étend sur 903,9 km2. La Bērze est considérée comme la deuxième rivière la plus rapide du pays après la Ogre.
La rivière comporte un bassin artificiel sur le territoire d'Annenieki dans le canton de Dobele, qui s'étend sur 27,4 ha avec la profondeur moyenne de 2 m et la profondeur maximale de 5,9 m. Crée au XIXe siècle, cet ouvrage est équipé d'une turbine en 1952, ce qui a permis de transformer le moulin de l'ancien domaine en petite centrale hydroélectrique qui fonctionnait jusqu'en 1970. Remise en service en 2002, sa puissance est de 300 kW.
On y trouve plusieurs espèces de poisson : le grand brochet, la perche, le gardon, la brème, le sandre, la tanche, la carpe, la lotte, le carassin, la platelle, la vandoise.

## Principaux affluents
Ses principaux affluents sont la Bikstupe 32 km, Sesava 25 km, Ālave 24 km, Līčupe et Gardene 17 km. 

## Communes traversées
Les principales villes traversées sont Zebrene, Biksti, Kaķenieki, Annenieki, Dobele, Bērze, et Līvbērze.